# صنعت تلویزیون در ایران
صنعت تلویزیون در ایران از سال ۱۳۴۱ خورشیدی فعال بوده و از آن زمان تاکنون به تولید دامنه مختلفی از انواع تلویزیون‌های روز دنیا پرداخته است.
ایران درحالیکه در حوزه واردات تلویزیون رتبه ۲۳ را به خود اختصاص داده اما در زمینه صادرات انواع تلویزیون در رتبه ۱۴۷ جهان قرار گرفته است، بدین معنی که ۱۴۶ کشور جهان در زمینه تولید و صادرات تلویزیون از ایران پیش‌تر هستند. با این حال در عمل بسیاری از برندهای خارجی تلویزیون که در ایران مونتاژ می‌شوند را از نظر صنعتی به‌طور غیرمستقیم می‌توان تولید ایران در نظر گرفت.
عدم اعتماد مشتریان به کالای ایرانی باعث شده تا تلویزیون‌های ال‌سی‌دی و ال‌ای‌دی ای که در ایران تولید می‌شوند از نام کشور سازندهٔ ایران بر روی محصولات خود استفاده نکنند. از جمله برنامه‌های پیش‌بینی‌شده برای حل مشکلاتی از این قبیل، ایجاد حداقل «یک» نام و نشان و تجاری در سطح بین‌الملل و افزایش صادرات است که از اهداف کلی افق سال ۱۴۰۴ در صنعت لوازم‌خانگی ایران می‌باشد.

## تاریخچه
سابقه فعالیت صنعت لوازم‌خانگی در ایران به بیش از ۵۰ سال می‌رسد و در سال ۱۳۴۱ نخستین کارخانه تولید و مونتاژ تلویزیون در ایران بنیان‌گذاری شد. شرکت گسترش صنایع پیام در سال ۱۳۴۱ برای تولی تلویزیون‌های سیاه و سفید با نام تجاری (بلموند) تأسیس گردیده است. پس از اعلام ملی شدن شرکت و انتقال مالکیت آن به سازمان صنایع ملی ایران، شرکت توسط مدیران منتخب دولت گردیده و تا زمان واگذاری سهام شرکت به مدیران و کارکنان آن، تحت پوشش سازمان صنایع ملی ایران بوده است. در تاریخ ۲۷/۰۵/۱۳۶۱ به کارخانجات رادیو تلویزیون پیام (سهامی عام) و سپس طبق آگهی مندرج د روزنامه شماره ۳۲/۹۲۳۷۵ مورخ ۲۴/۰۶/۱۳۷۳ به شرکت کارخانجات صنعتی پیام (سهامی عام) تغییر نام یافته است.
مروری بر تاریخچه «صنعت صوتی و تصویری ایران» گویای آن است که در سال «۱۳۴۸» در ایران حدود «هشت تولیدکنندهٔ داخلی» با کمکِ دارندگان دانشِ خارجی از آمریکا، اروپا و ژاپن، «تولید تلویزیون» را شروع کردند؛ و همچنین در مراحل بعدی، این تولیدکنندگان تلویزیون ایرانی، تولید و ساخت اولین «تلویزیون‌های رنگی» را در سال ۱۳۵۵ آغاز کردند.
شرکت شهاب با سابقه ای بیش از ۶ دهه، یکی از معتبرترین و موفق‌ترین برندها در عرصه تولید تلویزیون‌های :CRT, LCD و LED در ایران بوده است.

## تولید تلویزیون در ایران
در حال حاضر هشت تولیدکننده لوازم صوتی تصویری در کشور فعالیت می‌کنند که در این میان شش شرکت فعال و دو شرکت دیگر به دلیل کاهش میزان تولید غیرفعال شده‌اند.

شرکت اسنوا، از پیشگامان محصولات الکترونیک ایران

از جمله برندهای ایرانی‌ای که به تولید تلویزیون می‌پردازند می‌توان به موارد زیر اشاره کرد:
- مهر مینا الکترونیک (دنای): این شرکت از سال ۱۳۹۰ فعالیت خود با تولید گیرنده‌های دیجیتال و اسپیکرهای خانگی را آغاز و خط تولید تلویزیون خود را از سال ۱۳۹۸ راه اندازی کرده است.
- اسنوا: نخستین خط تولید تلویزیون ال.ای. دی ۷۵ اینچ در ایران در کارخانه اسنوا در اصفهان افتتاح شد.[۶]
- شهاب: شرکت شهاب یکی از معتبرترین و موفق‌ترین برندها در عرصه تولید تلویزیون‌های :CRT, LCD و LED در ایران است.
- پارس الکتریک: ابتدا و از سال ۱۳۴۱ کار خود را با مونتاژ تلویزیون و رادیوهای گروندیگ آغاز کرد.
- صنام: این شرکت از سال ۱۳۷۲ تولید تلویزیون را آغاز کرد.
- ایکس‌ویژن

### آمار

#### استان‌های قطب تولید تلویزیون در ایران
در خرداد ۱۳۹۶ در کشور ایران، استان‌های مختلفی در حوزه تولید تلویزیون فعالیت دارند که استان تهران با اختصاص ۵۹٫۸ درصد از کل تولیدات کشور ایران در جایگاه نخست قرار گرفت، و پس از آن کرمان با تولید ۲۸٫۷ درصد از تولیدات کل تلویزیون ایران در جایگاه دوم ایستاد. همچنین استان‌های البرز و اصفهان به ترتیب ۶٫۳ و ۵٫۲ درصد از کل تولیدات تلویزیون کشور ایران را به خود اختصاص داده‌اند.

#### سال ۱۳۹۴ (خورشیدی)
تا پایان سال ۱۳۹۴ ظرفیت تولید انواع تلویزیون در ایران بیش از سه میلیون و ۳۳۵ هزار دستگاه بود، اما در نهایت از این ظرفیت تنها یک میلیون و ۳۹۷ هزار دستگاه تولید شد، و در نتیجه بخش قابل توجهی از این ظرفیتِ موجود بلااستفاده باقی‌ماند، به قسمی که حتی ظرفیت تولید در سال ۱۳۹۴ در قیاس با سال قبل‌از آن، یعنی، سال ۱۳۹۳ که تولیدات این بخش یک میلیون و ۹۲۱هزار دستگاه بود، کاهش قابل توجهی را متحمل شد. در سال ۱۳۹۴ صادرات انواع تلویزیون ایرانی حدود یک صدم میلیون دلار بوده است. اما صادرات این اقلام در شرایطی رخ می‌دهد که اعداد و ارقام «واردات» ایران در این حوزه‌ها به مراتب بالاتر است.
به عنوان مثال طبق آمارهای ارائه شده تا پایان ۱۱ ماهه اول ۱۳۹۴ بیش از «۵۰۰ هزار دلار» تلویزیون به ایران واردات شده است؛ و در کنار این رقم به‌علاوه رقمی به مراتب بالاتر نیز، برای واردات انواع «نمایشگرهای تخت» دیگر صرف شده است و هفت میلیون دلار دیگر صرف واردات این بخش شده است، و البته در سال ۱۳۹۳ نیز رقمِ «۱۱ میلیون دلار» واردات تلویزیون به ایران صورت‌گرفته است.

## مونتاژ تلویزیون در ایران
دبیر انجمن تولیدکنندگان لوازم صوتی و تصویری گفت: تمام تلویزیون‌های موجود سطح بازارکه با برند خارجی جمهوری کره و ژاپن عرضه می‌شود، تولید داخل است.
محمدرضا شهیدی رئیس انجمن تولیدکنندگان لوازم صوتی و تصویری، با بیان این مطلب که خط تولید تلویزیون‌های ایرانی در برندهای مختلفی نظیر، ال‌جی، سامسونگ، سونی، شارپ و غیره در ایران فعال است، گفت: «بازار تلویزیون ما در سال به حدود ۵/۲ میلیون دستگاه تلویزیون نیازمند است که حدود دو میلیون و ۱۰۰ تا دو میلیون و ۲۰۰ دستگاه تلویزیون در داخل تولید و مابقی وارد می‌شوند. به گفته وی، این در حالی است که ظرفیت تولیدی کارخانه‌های ما چهار میلیون دستگاه در سال است و در این صورت نیازی به واردات نداریم.»
به عقیده او بر خلاف تصور نادرست «صفحات نمایش نه تنها در کشور ما ساخته نمی‌شود، بلکه تولیدکنندگان صفحات نمایش در دنیا نیز محدود است و کلیه کارخانجات تولیدکننده تلویزیون در جهان، الزاماً تولیدکننده صفحه نمایش نیستند، بدین معنی که صفحه نمایش از واحدهای بزرگ‌تر که در دنیا تعداد محدودتری هستند و سرمایه‌گذاری وسیع دارند، خریداری می‌کنند.» به‌طور کلی ۱۵ تا ۳۰ درصد از قطعات تولیدی تلویزیون ایرانی هستند.

## واردات و صادرات
در سطح جهانی در حوزه صادرات انواع تلویزیون به کشورهای دیگر، کشورهای مکزیک، چین و اسلواکی در رده‌های اول تا سوم قرار گرفته‌اند؛ و همچنین کشورهای لهستان، مالزی، مجارستان، ترکیه، کره جنوبی، آمریکا و جمهوری چک دیگر کشورهایی هستند که رتبه‌های چهارم تا دهم این جدول را به خود اختصاص می‌دهند.
بر اساس آمارهای جهانی رتبه صادرات و واردات تلویزیون ایران در سال ۲۰۱۴ اعلام شده است که رتبه صادرات تلویزیون ایران، در آن سال، ۶۸ بوده و به گزارش ایسنا، در سال ۲۰۱۵ میلادی، ایران درحالیکه در حوزه واردات تلویزیون رتبه ۲۳ را به خود اختصاص داده اما در زمینه صادرات انواع تلویزیون در رتبه ۱۴۷ جهان قرار گرفته است، بدین معنی که ۱۴۶ کشور جهان در زمینه تولید و صادرات تلویزیون از ایران پیش‌تر هستند.
در سال ۲۰۱۵ مجموع صادرات تلویزیون در دنیا درآمدی بیش از «۵۱٫۴ میلیارد دلار» برای صادر کنندگان آن داشته است، که از این میان سهم صنعت کشور ایران تنها ۰٫۰۰۰۰۰۴میلیارد دلار بود.

### واردات تلویزیون به ایران
در سال ۱۳۹۴ ایران بازاری مناسب برای تلویزیون‌های رنگی متعلق به کشورهای جمهوری کره، آلمان، امارات متحده عربی، چین، دانمارک، هنگ‌کنگ، عراق و ترکیه بوده است.

### صادرات تلویزیون از ایران
در سال‌های پیش از سال ۱۳۹۴، کشورهای افغانستان، کره جنوبی و مولداوی از جمله خریدارانِ تلویزیون‌های ایرانی بوده‌اند، ولی بر اساس گزارش آمارها در سال ۱۳۹۴ تلویزیون‌های ایرانی به‌طور عمده در کشور عراق به فروش رسیده‌اند و صادرات تلویزیون‌های ایرانی به عراق بوده است.

## موانع و چشم‌اندازها
عدم اعتماد مشتریان به کالای ایرانی باعث شده تا تلویزیون‌های ال‌سی‌دی و ال‌ای‌دی ای که در ایران تولید می‌شوند از نام کشور سازندهٔ ایران بر روی محصولات خود استفاده نکنند.
با وجود اینکه در چشم‌انداز توسعه صنعت لوازم‌خانگی ایران در افق سال ۱۴۰۴ دستیابی به نام تجاری معتبر در جهان با سالیانه صادرات ۳ میلیارد دلاری در صنعت لوازم‌خانگی مدنظر قرار گرفته است اما مروری بر آمارهای رسمی گویای آن است که در حوزه تولید انواع «تلویزیون»، ایران جایگاه چندان مناسبی نداشته و حتی تولید آن به نیمی از ظرفیت موجود هم نمی‌رسد. ایجاد حداقل «یک» نام و نشان و تجاری در سطح بین‌الملل و افزایش صادرات از اهداف کلی افق سال ۱۴۰۴ در صنعت لوازم خانگی ایران است.